# 塞林希薩爾
塞林希薩爾是土耳其的城鎮，位於該國東南部，由代尼茲利省負責管轄，距離首府代尼茲利約27公里，面積226平方公里，海拔高度941米，2010年人口10,639。